# Список археологических культур России

## Европейская часть России

### Палеолит

#### Нижний палеолит
| Культура/Стоянка | Время                  | Место распространения                                                     | Носители |
| ---------------- | ---------------------- | ------------------------------------------------------------------------- | -------- |
| Кермек           | ок. 2 000 000 до н. э. | Полуостров Таманский, Восточная Европа, юг Центральной России             |          |
| Ливенцовка       | ок. 1 500 000 до н. э. | Палеорусло Дона (Ростов-на-Дону), Восточная Европа, юг Центральной России |          |
| Рубас-1          | ок. 2 000 000 до н. э. | Приморский Дагестан, Восточная Европа, юг Европейской части России        |          |
| Айникаб-1        | ок. 2 000 000 до н. э. | Дагестан, Восточная Европа, юг Европейской части России                   |          |
| Мухкай II        | ок. 2 000 000 до н. э. | Дагестан, Восточная Европа, юг Европейской части России                   |          |
| Богатыри         | ок. 1 500 000 до н. э. | Полуостров Таманский, Восточная Европа, юг Центральной России             |          |
| Родники          | ок. 1 500 000 до н. э. | Полуостров Таманский, Восточная Европа, юг Центральной России             |          |

#### Средний палеолит
| Культура/Стоянка     | Время                               | Место распространения                                      | Носители                 |
| -------------------- | ----------------------------------- | ---------------------------------------------------------- | ------------------------ |
| Шелльская            | 730 000 до н. э. — 350 000 до н. э. | Воронежская, Калужская, Тульская, Волгоградская области    | Архантропы               |
| Тунгуз               | 400 000 до н. э. — 300 000 до н. э. |                                                            | Архантропы /палеоантропы |
| Барбашин Овраг       | 400 000 до н. э. — 300 000 до н. э. |                                                            | Архантропы /палеоантропы |
| Питьевая Вода        | 400 000 до н. э. — 300 000 до н. э. |                                                            | Архантропы /палеоантропы |
| Ашельская            | 350 000 до н. э. — 100 000 до н. э. |                                                            |                          |
| Сухая Мечётка        | 209 000 до н. э. — 178 000 до н. э. | Волгоград                                                  | Архантропы /палеоантропы |
| Заикино Пепелище     | 167 000 до н. э. — 127 000 до н. э. | Волгоградская область, Дубовский район                     | Архантропы /палеоантропы |
| Челюскинец 2         | 163 000 до н. э. — 127 000 до н. э. | Волгоградская область, Дубовский район                     | Архантропы /палеоантропы |
| Мустьерская          | 100 000 до н. э. — 50 000 до н. э.  |                                                            | Палеоантропы             |
| Ментелово (село)     | 100 000 до н. э. — 90 000 до н. э.  | Тульская область, Белёвский район, левый берег реки Ока    | Палеоантропы             |
| Золотариха (урочище) | 100 000 до н. э. — 80 000 до н. э.  | Тульская область, Белёвский район, правый берег реки Вырка | Палеоантропы             |
| Шлях                 | 44—41 тысяч лет назад               | Волгоградская область, Фроловский район                    | Палеоантропы             |

#### Верхний палеолит
| Культура/Стоянка            | Время                             | Место                                                            | Носители   |
| --------------------------- | --------------------------------- | ---------------------------------------------------------------- | ---------- |
| Костёнковско-стрелецкая     | 50 000 до н. э. — 30 000 до н. э. | Южные и центральные области Русской равнины                      | Неоантропы |
| Маркина Гора (Костёнки XIV) | 44 000 до н. э. — 34 000 до н. э. | Воронежская область                                              | Неоантропы |
| Елисеевичи                  | 35 000 до н. э. — 25 000 до н. э. | Брянская область                                                 | Европеоиды |
| Сунгирь                     | 28 000 до н. э. — 20 000 до н. э. | Владимирская область                                             | Европеоиды |
| Русаниха                    |                                   | Владимир                                                         | Европеоиды |
| Карачарово                  |                                   | Владимирская область, близ села Карачарово, левый берег реки Ока |            |
| Пены                        | 23 500 до н. э. — 19 600 до н. э. | На левом берегу реки Сейм на юге Русской равнины                 | Европеоиды |
| Костёнковско-авдеевская     | 22 000 до н. э. — 19 000 до н. э. | Южные и центральные области Русской равнины                      | Европеоиды |
| Гагарино                    | 22 000 до н. э. — 21 000 до н. э. | Липецкая область                                                 | Европеоиды |
| Зарайск                     | 22 000 до н. э. — 21 000 до н. э. | Московская область                                               | Европеоиды |
| Авдеево                     | 22 000 до н. э. — 21 000 до н. э. | Курская область                                                  | Европеоиды |
| Мишенское                   |                                   | Тульская область, правый берег реки Вырка                        |            |
| Чекалин 1                   |                                   | Тульская область, левый берег реки Ока                           |            |
| Чекалин 2                   |                                   | Тульская область, левый берег реки Ока                           |            |
| Быки 1                      | 16 000 до н. э. — 14 600 до н. э. | На левом берегу реки Сейм на юге Русской равнины                 | Европеоиды |
| Быки 7                      | 15 100 до н. э. — 14 000 до н. э. | На левом берегу реки Сейм на юге Русской равнины                 | Европеоиды |
| Быки 5                      | 14 100 до н. э. — 14 000 до н. э. | На левом берегу реки Сейм на юге Русской равнины                 | Европеоиды |
| Юдиново                     | 14 000 до н. э. — 13 000 до н. э. | Брянская область                                                 | Европеоиды |
| Авсергово                   |                                   | Тверская область, правый берег Волги, к югу от д. Никитское      |            |
| Красная горка 1             |                                   | Тверская область, правый берег Волги, близ устья ручья Гремячий  |            |
| Красная горка               |                                   | Тверская область, правый берег реки Нерль                        |            |
| Поповка                     |                                   | Тверская область, левый берег Волги                              |            |
| Троицкое                    |                                   | Тверская область, правый берег реки Щербиха                      |            |

### Мезолит
| Культура                        | Время                           | Место распространения | Носители   |
| ------------------------------- | ------------------------------- | --- | ---------- |
| Рессетинская                    | 11 000 до н. э. — 9000 до н. э. | Центральные области Русской равнины, Московская область                                                                                            | Европеоиды |
| Иеневская (мезолитический этап) | 10 000 до н. э. — 6000 до н. э. | Центральные области Русской равнины, Волго-Окское междуречье                                                                                       | Европеоиды |
| Каргопольская (круг КЯГК)       | 6000 до н. э. — 1200 до н. э.   | В районе озёр Лача, Воже, Кенозеро и отчасти Белого (современная Вологодская и Архангельская области России)                                       |            |
| Веретье (круг КЯГК)             | 7360 до н. э. — 6190 до н. э.   | В районе озёр Лача, Воже, р. Вологда, р. Тошнее, в верхнем течении р. Сухоны, р. Чагодоще.(современная Вологодская и Архангельская области России) |            |

### Неолит
| Культура                                                                                             | Время                                 | Место распространения | Носители                            |
| --- | ------------------------------------- | --- | ----------------------------------- |
| Иеневская (неолитический этап)                                                                       | 10 000 до н. э. — 6000 до н. э.       | Центральные области Русской равнины, Волго-Окское междуречье                                                                 | Европеоиды                          |
| Орловская                                                                                            | Конец 7-го — 6-е тысячелетия до н. э. | Степная зона Поволжья |                                     |
| Верхневолжская                                                                                       | 6000 до н. э. — 4000 до н. э.         | Центральные области Русской равнины и Волго-Окское междуречье                                                                | Европеоиды                          |
| Среднестоговская                                                                                     | 4500 до н. э. — 3500 до н. э.         | Украина, южная Россия | Праиндоевропейцы (?)                |
| Днепро-донецкая                                                                                      | 4500 до н. э. — 2200 до н. э.         | Россия, Украина |                                     |
| Волосовская                                                                                          | 4000 до н. э. — 2000 до н. э.         | Центральные области Русской равнины и Волго-Окское междуречье                                                                | Европеоиды                          |
| Ямная                                                                                                | 3600 до н. э. — 2300 до н. э.         | от Южного Приуралья на востоке до Днестра на западе, от Предкавказья на юге до Среднего Поволжья на севере                   | Праиндоевропейцы или Индоиранцы     |
| Льяловская                                                                                           | 3500 до н. э.—2200 до н. э.           | Северная Украина, территория между Волгой и Окой                                                                             |                                     |
| Ямочно-гребенчатой керамики (комплекс археологических культур; КЯГК)                                 | 3200 до н. э. — 1500 до н. э.         | В лесной полосе Восточной Европы: на севере — до Финляндии и Белого моря, на юге — до лесостепи (верховья рек Воронеж и Дон) | Европеоиды                          |
| Балахнинская (круг КЯГК)                                                                             | 3200 до н. э. — 2500 до н. э.         | В нижнем течении Оки и Среднем Поволжье                                                                                      | Европеоиды                          |
| Шнуровой керамики (комплекс археологических культур; КШК; другое название — Культура боевых топоров) | 3200 до н. э. — 1800 до н. э.         | В Средней, Восточной и Северной Европе                                                                                       | Европеоиды/Славяне, балты, германцы |
| Беломорская (круг КЯГК)                                                                              | 3000 до н. э. — 1000 до н. э.         | По побережью Двинского и по восточной части Онежского залива Белого моря                                                     | Европеоиды                          |
| Среднеднепровская                                                                                    | 2800 до н. э.—1800 до н. э.           | Россия, Северная часть Украины,                                                                                              |                                     |
| Карельская (круг КЯГК)                                                                               | 2200 до н. э. — 200 до н. э.          | На территории современной Карелии                                                                                            |                                     |

### Бронзовый век
| Культура                     | Время                         | Место распространения                                                                                    | Носители                                           |
| ---------------------------- | ----------------------------- | --- | -------------------------------------------------- |
| Синташтинская                | 3000 до н. э. — 2000 до н. э. | Степное Зауралье                                                                                         | Европеоиды: индоиранцы                             |
| Катакомбная                  | 2700 до н. э. — 1900 до н. э. | Северное Причерноморье, Предкавказье                                                                     | индоиранцы                                         |
| Среднеднепровская (круг КШК) | 2800 до н. э. — 1800 до н. э. | Россия, северная часть Украины.                                                                          | Европеоиды                                         |
| Дольменная культура          | 2300 до н. э. — 1300 до н. э. | На Западном Кавказе                                                                                      | Европеоиды                                         |
| Фатьяновская (круг КШК)      | 2000 до н. э. — 1000 до н. э. | Верхняя Волга                                                                                            | Европеоиды: западные индоевропейцы, славяне, балты |
| Приказанская                 | 1600 до н. э. — 900 до н. э.  | в Приказанском Поволжье и районах Нижнего Прикамья, позднее — в бассейне рек Кама, Белая, Вятка, Ветлуга | Европеоиды                                         |
| Абашевская                   | 1500 до н. э. — 1000 до н. э. | Воронежская область, Марий Эл, Чувашия и Башкирия                                                        | Европеоиды: индоиранцы                             |
| Бондарихинская               | 1100 до н. э. — 750 до н. э.  | На лесостепном левобережье Днепра                                                                        | Европеоиды/Славяне/Скифы                           |
| Белогрудовская               | 1100 до н. э. — 750 до н. э.  | В лесостепной части Правобережной Украины                                                                | Европеоиды/Славяне/Фракийцы                        |

### Железный век
| Культура                                           | Время                        | Место распространения                                                                                                | Носители                          |
| -------------------------------------------------- | ---------------------------- | --- | --------------------------------- |
| Юхновская                                          | 1000 до н. э. — 500 до н. э. | В бассейне рек Десна и верхняя Ока                                                                                   | Народы балтской группы            |
| Чернолесская                                       | 950 до н. э. — 750 до н. э.  | Между Днестром и Днепром в бассейне реки Ворскла                                                                     | Европеоиды/Предки славян, скифов. |
| Ананьинская                                        | 800 до н. э. — 300 до н. э.  | В бассейне рек Кама, отчасти средняя Волга, Вятка и Белая                                                            | Финно-пермяне                     |
| Городецкая                                         | 700 до н. э. — 500           | в среднем и нижнем течении Оки, в бассейне рек Мокша и Цна и Среднего Поволжья                                       | Европеоиды                        |
| Дьяковская                                         | 500 до н. э. — 500           | В Верхнем Поволжье и в областях Волго-Окского междуречья                                                             | Европеоиды                        |
| Латенская                                          | 500 до н. э. — 100           | На территории современной Франции, Швейцарии, Чехословакии, Югославии, Австрии, Северной Италии, Британских островах | Кельты                            |
| Усть-Полуйская                                     | 500 до н. э. — 100 до н. э.  | В Нижнем Приобье (к северу от устья Иртыша)                                                                          | Угры                              |
| Пьяноборская                                       | 200 до н. э. — 500           | На Нижнем Прикамье                                                                                                   | Угры, пермяне                     |
| Пшеворская (венедская, ямных погребений; круг ППК) | 120 до н. э. — 420           | На территории Польши и смежных с ней областей Украины                                                                | Лугии                             |
| Зарубинецкая                                       | 100 до н. э. — 100           | На территории Среднего и отчасти Верхнего Приднепровья                                                               | Бастарны, Венеды, Славяне         |
| Вельбарская                                        | 200—400                      | От низовьев Вислы до верховьев Вислы и Припяти                                                                       | Готы, Гепиды, Скиры               |
| Черняховская (круг ППК)                            | 200—400                      | От Нижнего Подунавья на западе и до левобережья Днепра на востоке, Румыния                                           | Готы, славяне                     |
| Бахмутинская                                       | 300—700                      | В междуречье рек Уфа и Белая и на правобережье среднего течения Камы                                                 | Угры                              |
| Азелинская                                         | 300—500                      | В Волго-Вятском междуречье                                                                                           | Угры/Праудмурты, Славяне          |
| Мощинская                                          | 400—700                      | Среднерусская возвышенность                                                                                          | Балты, Славяне                    |
| Именьковская                                       | 400—700                      | В среднем Поволжье (Самарская область, Татарстан, Ульяновская область)                                               | славяне/балты                     |
| Еманаевская                                        | 420—900                      | В бассейне нижней и средней Вятки                                                                                    | Праудмурты                        |

## Западная Сибирь

### Палеолит

#### Верхний палеолит
На всей территории Западной Сибири известно только порядка 20 верхнепалеолитических стоянок, причём, как правило, крайне бедных в археологическом отношении.
| Берёзовский Разрез 1 (афонтовской культуры?) | 37 400 до н. э. — 21 000 до н. э. | В Шарыповском районе Красноярского края, в 300 км к западу от Красноярска |  | Берёзовский Разрез 2 (афонтовской культуры?) | 34 100 до н. э. — 34 000 до н. э. | В Шарыповском районе Красноярского края, в 300 км к западу от Красноярска |  |

## ЮжнаяСибирь,Алтай

### Палеолит

#### Средний палеолит
| Культура/Стоянка          | Время                              | Место распространения | Носители                 |
| ------------------------- | ---------------------------------- | --------------------- | ------------------------ |
| Денисовский (комплекс)    | 280 000 до н. э. — 40 000 до н. э. | Горный Алтай          | Архантропы /Палеоантропы |
| Кара-бомовский (комплекс) | 100 000 до н. э. — 50 000 до н. э. | Горный Алтай          | Палеоантропы             |

#### Верхний палеолит
| Культура/Стоянка                                   | Время                             | Место распространения                                              | Носители |
| -------------------------------------------------- | --------------------------------- | ------------------------------------------------------------------ | -------- |
| Подзвонкая (кара-бомовской традиции)               | 42 900 до н. э. — 41 900 до н. э. | В Забайкалье                                                       |          |
| Хотык (кара-бомовской традиции)                    |                                   | В Забайкалье                                                       |          |
| Толбага (кара-бомовской традиции)                  |                                   | В Забайкалье                                                       |          |
| Поселение Варварина Гора (кара-бомовской традиции) | 30 000 до н. э. — 45 000 до н. э. | В Забайкалье                                                       |          |
| Каменка 1 (кара-бомовской традиции)                | 42 300 до н. э. — 40 300 до н. э. | В Забайкалье                                                       |          |
| Арембовского (кара-бомовской традиции)             |                                   | В Прибайкальском регионе, в отложениях высокой террасы реки Ангара |          |
| Макаров 4 (кара-бомовской традиции)                | 37 000 до н. э. — 36 000 до н. э. | В долине верхнего течения реки Лена                                |          |
| Мохово 2 (усть-каракольской традиции)              | 28 800 до н. э. — 27 900 до н. э. | В Кузнецком Алатау в Южной Сибири                                  |          |

### Неолит и энеолит
| Культура/Стоянка | Время                         | Место распространения                         | Носители   |
| ---------------- | ----------------------------- | --------------------------------------------- | ---------- |
| Афанасьевская    | 2500 до н. э. — 1800 до н. э. | В Южной Сибири (Минусинская котловина, Алтай) | Европеоиды |

## Байкальская Сибирь
Байкальская Сибирь есть геоландшафтная организация южной части Североазиатского субконтинента, занимающего в широтном простирании территорию от берегов р. Енисей до бассейна р. Витим включительно, и от Северной Монголии до Тунгусского плато и Большой излучины р. Лены, обрамляющей с северо-запада Витимо-Патомское нагорье.
Сегодня в Прибайкальском регионе известно более 150 палеолитических объектов, более 60 местонахождений среднеплейстоценовых кварцитовых комплексов, экспонированных, погребённых, в относительном стратиграфировании с очень сильной и средней степенями пескоструйной пустынной обработки оббитых поверхностей. Более 70 объектов составляют общий массив позднепалеолитических — мезолитических ансамблей.

### Палеолит

#### Средний палеолит
| Культура/Стоянка  | Время                             | Место распространения | Носители     |
| ----------------- | --------------------------------- | --------------------- | ------------ |
| Военный Госпиталь | ок. 400 000 до н. э. (по С14)     |                       | Архантропы   |
| Мальта            | ок. 400 000 до н. э. (по С14)     |                       | Архантропы   |
| Черёмушник 1      | ок. 400 000 до н. э. (по С14)     |                       | Архантропы   |
| Макарово 4        | 88 000 до н. э. — 58 000 до н. э. |                       | Палеоантропы |
| Игетейский Лог 3  | 88 000 до н. э. — 58 000 до н. э. |                       | Палеоантропы |
| Мельхитуй 2       | 88 000 до н. э. — 58 000 до н. э. |                       | Палеоантропы |
| Черёмушник 1      | 88 000 до н. э. — 58 000 до н. э. |                       | Палеоантропы |

#### Верхний палеолит
| Культура/Стоянка    | Время                             | Место распространения | Носители |
| ------------------- | --------------------------------- | --------------------- | -------- |
| Щапово 1            | 38 000 до н. э. — 26 000 до н. э. |                       |          |
| Большой Нарын 1     | 38 000 до н. э. — 26 000 до н. э. |                       |          |
| Большой Нарын 2     | 38 000 до н. э. — 26 000 до н. э. |                       |          |
| Гора Игетей 1       | 38 000 до н. э. — 26 000 до н. э. |                       |          |
| Герасимова          | 38 000 до н. э. — 26 000 до н. э. |                       |          |
| Мальта              |                                   |                       |          |
| Буреть              |                                   |                       |          |
| Красный Яр 1        |                                   |                       |          |
| Курла 2             |                                   |                       |          |
| Курла 3             |                                   |                       |          |
| Верхоленская Гора 1 |                                   |                       |          |
| Верхоленская Гора 2 |                                   |                       |          |
| Мельхитуй 1         |                                   |                       |          |
| Федяево             |                                   |                       |          |
| Усть-Белая          |                                   |                       |          |

## Северо-восточная Сибирь, Дальний восток

### Палеолит

#### Средний палеолит
| Культура/Стоянка | Время                             | Место распространения | Носители |
| ---------------- | --------------------------------- | --------------------- | -------- |
| Дирингская       | 370 000 до н.э. — 70 000 до н. э. | Якутия                |          |

### Неолит
| Культура/Стоянка | Время                      | Место распространения | Носители  |
| ---------------- | -------------------------- | --------------------- | --------- |
| Тарьинская       | 2-е тыс.до н.э. — XVII век | Камчатка              | Ительмены |

### Железный век
| Культура/Стоянка | Время                           | Место распространения                  | Носители                      |
| ---------------- | ------------------------------- | -------------------------------------- | ----------------------------- |
| Охотская         | 1-е тыс. до н.э — 2-е тыс. н.э. | Камчатка, Сахалин и Курильские острова | Нивхи, Айны, Ительмены,Коряки |